# Troféu Premier League Ásia
O Troféu Premier League Ásia é um torneio de futebol amistoso criado em 2003 e disputado a cada 2 anos desde então. Participam, a cada edição, 4 times, 3 equipes inglesas que disputam a Premier League, a primeira divisão do país, e 1 clube do país sede.

## História
O torneio amistoso de pré-temporada, originalmente denominado FA Premier League Asia Cup, passou a se chamar Barclays Asia Trophy, recebendo o nome de patrocínio da fornecedora global de serviços financeiros, Barclays, que também patrocina a Premier League (Campeonato Inglês). É a única competição filiada à Premier League que ocorre fora da Inglaterra, tendo o continente asiático como sede. As edições ocorrem a cada 2 anos ímpares, para evitar conflito de calendário com a Copa do Mundo e a Eurocopa.

## Campeões
| Ano           | Sede               | Campeão           | Vice-campeão     | Terceiro lugar   | Quarto lugar    |
| ------------- | ------------------ | ----------------- | ---------------- | ---------------- | --------------- |
| 2003 Detalhes | Kuala Lumpur       | Chelsea           | Newcastle United | Birmingham City  | Malásia         |
| 2005 Detalhes | Bangkok            | Bolton Wanderers  | Tailândia sub-23 | Manchester City  | Everton         |
| 2007 Detalhes | Hong Kong          | Portsmouth        | Liverpool        | Birmingham City  | South China     |
| 2009 Detalhes | Beijing            | Tottenham Hotspur | Hull City        | West Ham United  | Beijing Guoan   |
| 2011 Detalhes | Hong Kong          | Chelsea           | Aston Villa      | Blackburn Rovers | Kitchee         |
| 2013 Detalhes | Hong Kong          | Manchester City   | Sunderland       | Birmingham City  | South China     |
| 2015 Detalhes | Singapura          | Arsenal           | Everton          | Stoke City       | Cingapura XI    |
| 2017 Detalhes | Mianmar            | Liverpool         | Leicester City   | Crystal Palace   | West Bromwich   |
| 2019 Detalhes | Shanghai e Nanjing | Wolverhampton     | Manchester City  | Newcastle United | West Ham United |

## Desempenho por equipe
| Equipe               | Campeão | Vice | Terceiro | Quarto | Total |
| -------------------- | ------- | ---- | -------- | ------ | ----- |
| Chelsea              | 2       | —    | —        | —      | 2     |
| Liverpool            | 1       | 1    | —        | —      | 2     |
| Tottenham Hotspur    | 1       | —    | 1        | —      | 2     |
| Manchester City      | 1       | 1    | —        | —      | 2     |
| Bolton Wanderers     | 1       | —    | —        | —      | 1     |
| Portsmouth           | 1       | —    | —        | —      | 1     |
| Arsenal              | 1       | —    | —        | —      | 1     |
| Everton              | —       | 1    | —        | 1      | 2     |
| Newcastle United     | —       | 1    | —        | —      | 1     |
| Tailândia sub-23     | —       | 1    | —        | —      | 1     |
| Hull City            | —       | 1    | —        | —      | 1     |
| Aston Villa          | —       | 1    | —        | —      | 1     |
| Sunderland           | —       | 1    | —        | —      | 1     |
| Leicester City       | —       | 1    | —        | —      | 1     |
| Birmingham City      | —       | —    | 1        | —      | 1     |
| Fulham               | —       | —    | 1        | —      | 1     |
| West Ham United      | —       | —    | 1        | —      | 1     |
| Blackburn Rovers     | —       | —    | 1        | —      | 1     |
| Stoke City           | —       | —    | 1        | —      | 1     |
| Crystal Palace       | —       | —    | 1        | —      | 1     |
| South China          | —       | —    | —        | 2      | 2     |
| Malásia              | —       | —    | —        | 1      | 1     |
| Beijing Guoan        | —       | —    | —        | 1      | 1     |
| Kitchee              | —       | —    | —        | 1      | 1     |
| Singapore Select XI  | —       | —    | —        | 1      | 1     |
| West Bromwich Albion | —       | —    | —        | 1      | 1     |